# Liste von Werken zu Sigmund Freud
Diese Liste enthält Filme und weitere künstlerische Werke zu Leben und Schaffen von Sigmund Freud.

## Filme

### Spielfilme
Über Sigmund Freud
- Freud, 1962.
- Der junge Freud, Fernsehfilm 1976
- Berggasse 19, Fernsehfilm 1979.
- Freud. TV-Mini-Serie 1984 (englisch) mit David Suchet als Freud.
- Princesse Marie. (Marie und Freud), Fernsehfilm 2004.
- Sigmund Freud – Aufbruch in die Seele. Doku-Drama, Deutschland 2007, ZDF, (Reihe „Giganten“). Regie Günther Klein, mit Dietmar Schönherr als Freud.

- Mahler auf der Couch. 2010. Regie Percy Adlon, mit Karl Markovics als Freud und Johannes Silberschneider als Gustav Mahler.
- Freud, Österreich 2020, ORF/Netflix-Serie, Regie Marvin Kren, mit Robert Finster als Sigmund Freud

Freud als Nebenfigur
- A Dangerous Method (Eine dunkle Begierde), 2011. Regie David Cronenberg, mit Keira Knightley (Sabina Spielrein), Michael Fassbender (Carl Gustav Jung), Viggo Mortensen (Sigmund Freud).[1]
- Der Trafikant, 2018, Regie Nikolaus Leytner, mit  Bruno Ganz als (Sigmund Freud)
- When Nietzsche Wept (Und Nietzsche weinte), 2007. Regie Pinchas Perry, mit Armand Assante (Friedrich Nietzsche), Ben Cross (Josef Breuer), Katheryn Winnick (Lou Andreas-Salomé), Jamie Elman (Sigmund Freud)

Fiktive Handlungen
- Kein Koks für Sherlock Holmes, 1976, Sigmund  Freud (Alan Arkin) trifft auf Sherlock Holmes (Nicol Williamson), den er analysiert und mit dem gemeinsam er zugleich einen Kriminalfall löst.
- Lovesick, 1983, Sigmund Freud (Alec Guinness) erscheint als Geist  einem jungen Psychiater (Dudley Moore), der sich in eine Patientin verliebt, um ihm bei der Lösung der Situation zu helfen.

- Sherlock Holmes und die Primadonna, 1991, TV-Film, Sherlock Holmes (Christopher Lee) trifft mit Sigmund Freud (John Bennett) zusammen, der hier als Analytiker von Irene Adler fungiert.

- Wien, November 1908, 1993, Episode der TV-Serie Die Abenteuer des jungen Indiana Jones, trifft auf Sigmund Freud (Max von Sydow), sowie auf Alfred Adler und C. G. Jung.
- Traumanalyse, 1993, Folge der SF-Serie Raumschiff Enterprise – Das nächste Jahrhundert, Sigmund Freud (Bernard Kates erscheint als Hologramm, um den Androiden Data (Brent Spiner) zu analysieren).
- Der Vampir auf der Couch, 2014, Sigmund Freud Freud (Karl Fischer) bekommt einen Vampir (Tobias Moretti) als Klienten.
- Freud – Jenseits des Glaubens (Freud’s Last Session), 2023, von Regisseur Matthew Brown mit Anthony Hopkins als Sigmund Freud, Matthew Goode als C. S. Lewis und Liv Lisa Fries als Anna Freud, basierend auf dem Theaterstück Freud’s Last Session von Mark St. Germain, das wiederum auf dem Buch The Question of God von Armand Nicholi basiert.[2]

### Dokumentarfilme
- The Century of the Self. Dokumentation 2002 von Adam Curtis (englisch).
- Sigmund Freud – Auf den Spuren des berühmten Psychoanalytikers, 2006.
- Freud intim. Frankreich 2019, Arte F, Regie David Teboul

## Hörspiele
- Papa! Papa! Papa! Eduardo Sanguinetti interviewt Sigmund Freud, SWR 1988, 21'45, eine fiktive turbulente Geschichte über ein geplantes Interview mit dem verstorbenen Freud
- Prof. Sigmund Freud, 2011, STIL, 8 Folgen, von Heiko Martens, fiktive Kriminalfälle, die der berühmte Psychoanalytiker mit dem Inspektor Gruber auf der Couch löst[3]

## Belletristik
Romane
In einigen Romanen erscheint Sigmund Freud in fiktiven Nebenepisoden.
- Irvin D. Yalom, Und Nietzsche weinte, handelt von einer fiktiven Behandlung von Friedrich Nietzsche durch Josef Breuer in Wien 1882, der sich mit seinem Schüler Sigmund Freud darüber berät
- Robert Seethaler, Der Trafikant,  Der junge, unerfahrene Franz Huchel sucht beim berühmten Psychoanalytiker 1937 Orientierungshilfe, doch der verweist ihn in dieser Zeit politischer Unsicherheit auf sich selbst: „Wir tasten uns mühselig durch die Dunkelheit, um wenigstens hie und da auf etwas Brauchbares zu stoßen.“ Im besten Fall seien es Träume und er empfiehlt Franz, die seinen aufzuschreiben. „In den entscheidenden Dingen sind wir von Anfang an auf uns selbst gestellt. […] Du musst deinen eigenen Kopf bemühen. Und wenn dir der keine Antworten gibt, frag dein Herz!“

- Frank Tallis, „Max-Liebermann-Krimis“, spielen in Wien um 1900. Der Psychiater Max Liebermann, Freund und Berater des Wiener Polizeiinspektors, ist ein Schüler Freuds und geht in dessen Haus in der Berggasse 19 ein und aus...

Theaterstücke
- Éric-Emmanuel Schmitt, Le Visiteur, 1993, spielt 1938 in Sigmund Freuds Arbeitszimmer.
- Mark St. Germain: Freud’s Last Session, basierend auf dem Buch The Question of God von Armand Nicholi.[2]

## Musik
Sigmund Freud beeinflusste mit seinen Ansichten auch Musikwerke, wie zum Beispiel Opern von Richard Strauss und Hugo von Hofmannsthal (Elektra). Der Komponist Gustav Mahler ließ sich in ausführlichen Gesprächen von Freud persönlich beraten.
Texte von Sigmund Freud ihm wurden bisher mindestens zweimal vertont.
- Ned Rorem, Our own death is unaimaginable, 1954/55, für Sopran, Chor (S/A/T/B) und Orchester
- Elaine Fine, Der Seelensucher, 2011, für Stimme und Piano, nach einem Brief von Freud